# Reza Alineżad
Reza Alineżad (pers. ‏رضا علی نژاد‎, ur. 21 września 1985) – Irańczyk skazany na karę śmierci za popełnienie zabójstwa w wieku 17 lat.
26 grudnia 2002 Alineżad wraz z przyjacielem Hadim Abedinim przebywali w sklepie w Fasie, gdzie spożywali posiłek, kiedy zostali bez powodu zaatakowani przez dwóch mężczyzn, Esma'ila Darudiego i Mohammada Firuziego. Pierwszy z napastników wyciągnął nunczako i zaczął nim bić oboje nastolatków.
Alineżad wyciągnął kieszonkowy scyzoryk, aby odstraszyć napastnika. Działając w samoobronie Alineżad ugodził go, w wyniku czego ten zmarł. Następnie został aresztowany za morderstwo.
Naoczni świadkowie zdarzenia, w tym Firuzi, zeznali, iż to Darudi pierwszy zaatakował Alineżada i Abediniego, a poczynania Darudiego w pełni uzasadniały działanie w obronie własnej. Mimo to 4 października 2003 sąd w Fasie skazał Alineżada na śmierć przez powieszenie. Wyrok został podtrzymany w apelacji, a następnie przez irański Sąd Najwyższy.
Iran, przez wzgląd na podpisane międzynarodowe konwencje, nie ma prawa skazać na śmierć nikogo, kto w momencie popełnienia czynu nie miał osiemnastu lat.
3 grudnia 2008 Alineżad został zwolniony po przyjęciu przez rodzinę Darudiego zadośćuczynienia pieniężnego (dije), utrzymując przy tym, że nie zamierzał zabić Darudiego.